# 柳瀬譲二
柳瀬 譲二（やなせ じょうじ）は、日本の映像作家、アニメーター。
1946年東京生まれ。
主に、NHKの音楽番組「みんなのうた」などのアニメーションを制作している。
弟子をとらないことでも知られている。

## 作成作品一覧

### みんなのうた
- ◆は5分間1曲枠の楽曲。
- 1.若者と小犬とクロアサン / 日吉ミミ（1976年2月・3月放送）
- 2.わたしの紙風船 / 紙ふうせん（1983年4月・5月放送）